# Río Tara
El río Tara (del ruso: Река Тара) es un largo río siberiano, un afluente de la margen derecha del río Irtysh. Su curso tiene una longitud de 806 km y drena una cuenca de 18.300 km².
Administrativamente, el río discurre por los óblast de Novosibirsk y de Omsk de la Federación Rusa.

## Geografía
El río Tara nace en la región de los pantanos de Vasiugán, en el límite septentrional del óblast de Novosibirsk. Discurre en dirección este-sureste, cruzando Vasiugán para adentrarse luego en la más árida estepa de Barabinsk (32.501 hab. en 2002). En la ciudad de Muromtsevo toma dirección Noroeste, para confluir no muchos kilómetros después en el río Irtysh, en la ciudad del mismo nombre, Tara, que es el centro urbano más importante bañado por el río (26.888 hab. en 2002).
Al igual que todos los ríos siberianos, sufre largos períodos de heladas (seis meses al año, desde finales de octubre-noviembre hasta finales de abril-principios de mayo) y amplias extensiones de suelo permanecen permanentemente congeladas en profundidad (permafrost). Al llegar la época del deshielo, inunda amplias zonas que convierte en terrenos pantanosos. El río es navegable, por lo general, unos 350 km río arriba desde la boca.
Sus principales afluentes son, por la derecha, el río Maizas (100 km y una cuenca de 1.500 km²) y por la izquierda el río Icha (80 km y una cuenca de 1700 km²).